# Prettingen
Prettingen (en luxemburguès: Pretten; en alemany: Prettingen) és una vila de la comuna de Lintgen situada al districte de Luxemburg del cantó de Mersch. Està a uns 11,8 km de distància de la ciutat de Luxemburg.